# 黑牛营子乡
黑牛营子乡，是中华人民共和国辽宁省朝阳市朝阳县下辖的一个乡镇级行政单位。

## 行政区划
黑牛营子乡下辖以下地区：
黑牛营子村、果蚕村、姜杖子村、章吉营子村、务本营子村、荒地村、三家子村、田杖子村、温杖子村和五家子村。